# Паприкаш
Паприка́ш (угор. paprikás) — страва угорської кухні. Шматочки м'яса тушкуються в сметані (вершках) з паприкою і цибулею. Зазвичай подається з гарніром. Також до складу паприкашу можуть входити такі овочі, як морква, томати, солодкий перець. Картопляний паприкаш виступає часто гарніром. Класичним вважається паприкаш, приготовлений із «світлого» м'яса: курятина, телятина, ягнятина і навіть риба. Використання «темного» або жирного м'яса (свинина, яловичина, гуска, дичина) при приготуванні паприкашу вважається відходженням від правил.
Як і гуляш, вважається традиційною їжею угорських пастухів, які кочують по Угорській рівнині. Традиційно паприкаш готувався у казанах на багатті. Додавання сметани в рецепт, щоб трохи пом'якшити паприку, вважається впливом німецької (австрійської) кухні[джерело?], оскільки Угорщина тривалий час входила до складу Австро-Угорської імперії. Вже наприкінці XIX століття паприкаш став популярний навіть за межами Угорщини, коли відомий французький кухар Жорж Оґюст Ескоф'є (1846—1935) розмістив його в меню в своєму ресторані в Ґранд-готелі Монте-Карло.